# 413 v. Chr.
Portal Geschichte | Portal Biografien | Aktuelle Ereignisse | Jahreskalender | Tagesartikel

◄ |
6. Jahrhundert v. Chr. |
5. Jahrhundert v. Chr. |
4. Jahrhundert v. Chr. |
►

◄ | 430er v. Chr. | 420er v. Chr. | 410er v. Chr. | 400er v. Chr. |
390er v. Chr. |
►

◄◄ | ◄ | 416 v. Chr. | 415 v. Chr. | 414 v. Chr. | 413 v. Chr. |
412 v. Chr. |
411 v. Chr. |
410 v. Chr. |
► |
►►

## Ereignisse

### Politik und Weltgeschehen
- Peloponnesischer Krieg: Athens Sizilienexpedition endet in einem Desaster. Die Belagerung von Syrakus muss aufgegeben werden. Beim Versuch, sich auf dem Landweg zurückzuziehen wird das Athener Heer vernichtend geschlagen.
- Archelaos I. wird nach dem Tod seines Vaters Perdikkas II. König von Makedonien.

### Kultur

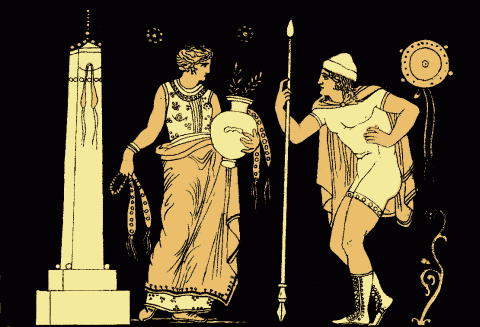
Elektra und Orestes

- um 413 v. Chr.: Die Tragödie Elektra von Sophokles wird in Athen uraufgeführt.

## Gestorben
- Demosthenes, athenische Stratege
- Euthydemos, athenischer Stratege
- Nikias, athenischer Politiker und Heerführer
- Perdikkas II., König von Makedonien